# Офікальцит

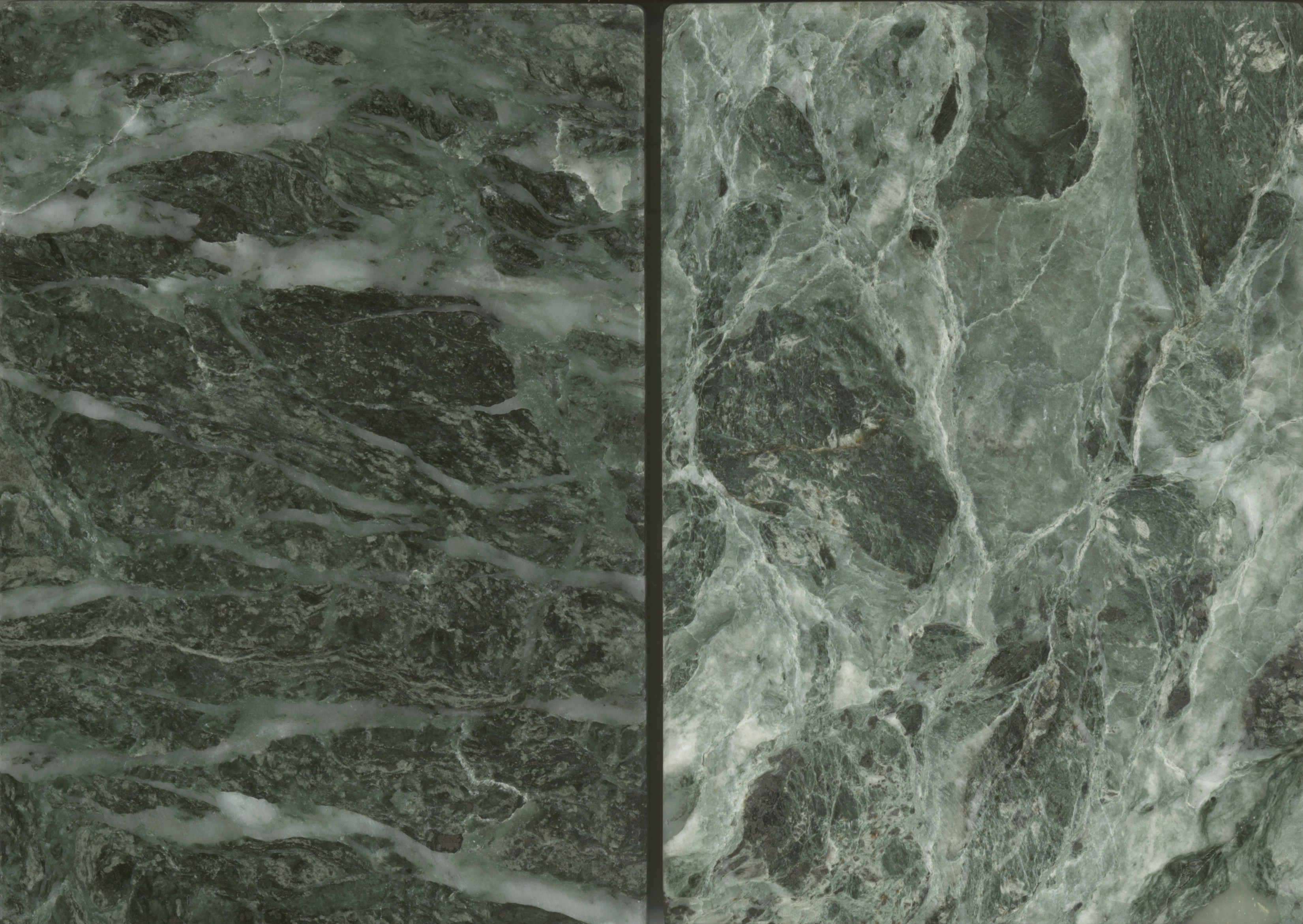
Види офікальциту від області Валле-д'Аоста в Італії.

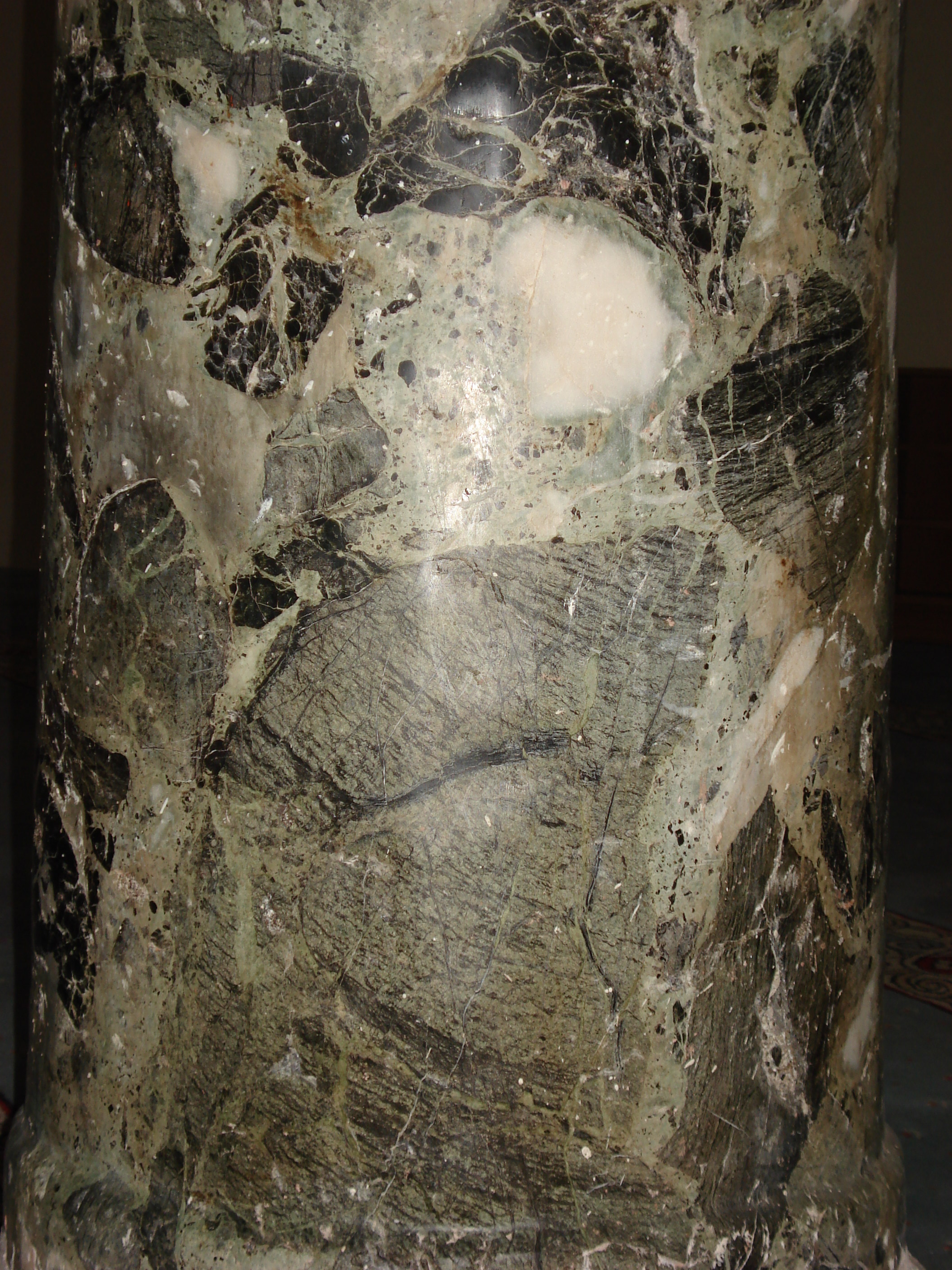

Офікальцит (рос. офикальцит, англ. ophicalcite; нім. Ophikalzit m) — метаморфічна гірська порода, що складається головним чином з кальциту й хризотилу. Колір жовтий, блакитний чи зеленуватий. Використовують для внутрішнього оздоблення будинків.